# .np
.np је највиши Интернет домен државних кодова (ccTLD) за Непал.